# ادبیات کره‌ای
ادبیات کره‌ای به مجموعه آثار نگاشته‌شده توسط کره‌ای‌ها اشاره دارد که نخست با الفبای چینی کلاسیک، بعدتر با سیستم‌های ترانویسی مختلف با استفاده از حروف چینی و در نهایت با هانگول که الفبای ملی ایشان است، نگارش یافت.
رمان درس‌های یونانی اثر هان کانگ یکی از نمونه‌های معاصر و تأثیرگذار ادبیات کره جنوبی به شمار می‌آید. هان کانگ، نویسنده این اثر، در سال ۲۰۲۴ به عنوان اولین کره‌ای و هجدهمین زن در تاریخ، برنده جایزه نوبل ادبیات شد.  